# Sensação (banda)
Sensação é um conjunto musical brasileiro de samba, da vertente pagode, formado em São Paulo na segunda metade da década de 1980. É considerado um dos maiores grupos de samba da história.

## História
O Sensação surgiu em meados de 1986, por iniciativa de um grupo de amigos frequentadores do bairro do Limão, na zona norte de São Paulo, e da escola de samba Camisa Verde e Branco, onde começou a se apresentar nas tardes de sábado no "Butiquim do Camisa", da própria agremiação carnavalesca paulistana. A primeira formação do grupo era composta por Marquinhos (vocal), Carica (cavaquinho), Miltinho (banjo), João (pandeiro), Gazu (repique e rebolo), Reinaldinho (tantã e outros) e Cogumelo (complementos de percussão).
Na primeira metade da década de 1990, o Sensação firmou contrato com a gravadora independente Chico Show (Five Star), que lançou os três primeiros discos do grupo: - "Mais Uma Paixão" (1992) e "Canto Nacional" (1994) pelo selo Five Star, e "Trem Brasil" pelo selo Chic Show (1996).
Dentre os grandes sucessos do Sensação estão as canções “Oyá”, “Sacode”, “Coral de Anjos” e “Sentimento Nu”.

## Discografia[5]
- 1992 - Mais Uma Paixão (Five Star)
- 1994 - Canto Nacional (Five Star)
- 1996 - Trem Brasil (Chic Show)
- 1997 - Pra Gente se Encontrar de Novo (Continental)
- 1998 - Brilho de Felicidade (Continental)
- 1999 - Filhos da Noite (Continental)
- 2000 - Sensação Ao Vivo (Continental)
- 2001 - Presente que Deus Mandou (WEA)
- 2004 - Tudo de Bom (Atração Music)
- 2005 - Vem pro Samba (Atração Music)
- 2006 - Se O Samba Começar (Zaid Records)
- 2019 - Família Sensação No Estúdio Showlivre (Ao Vivo)